# Alexandre Pataille
Alexandre Pataille est un homme politique français né le 21 décembre 1781 à Dijon (Côte-d'Or) et mort le 22 août 1857 à Maxilly-sur-Saône (Côte-d'Or).

## Biographie
Substitut général à Gênes en 1806, puis avocat général en 1811, il est en poste à Nîmes en 1815, avant d'être révoqué sous la Restauration. Maire de Saint-Christol en 1815. Il est procureur du roi près le tribunal de première instance de Nîmes de 1819 à 1822, avant d'être à nouveau destitué et de devenir avocat. Il est député de l'Hérault de 1827 à 1830, siégeant comme indépendant et votant l'adresse des 221. Procureur général à Aix-en-Provence en août 1830, puis premier président, il est député des Bouches-du-Rhône de 1830 à 1834 et député du Var de 1834 à 1837. Il est conseiller à la cour de cassation de 1841 à 1857.
Son portrait nous est parvenu, sous la forme d'un buste en terre cuite colorée, confectionné par Honoré Daumier, titré « Alexandre Simon Pataille, l'important malicieux ». Cette œuvre, conservée de nos jours au musée d'Orsay, serait une commande de Charles Philipon, directeur des journaux Le Charivari et La Caricature, pour servir de modèle aux lithographes de ses titres de presse. 

## Sources